# Czarnogóra na zimowych igrzyskach olimpijskich
Czarnogórę na zimowych igrzyskach olimpijskich pierwszy raz wystąpili w 2010 roku, zadebiutowali wtedy podczas igrzysk w Vancouver.
W 2010 roku w skład reprezentacji Czarnogóry weszła jedna osoba.

## Tabele medalowe

### Medale na poszczególnych olimpiadach
| Igrzyska       | Złoto | Srebro | Brąz | Razem |
| -------------- | ----- | ------ | ---- | ----- |
| Vancouver 2010 | 0     | 0      | 0    | 0     |
| Razem          | 0     | 0      | 0    | 0     |